# Historie videoher
Historie videoher zahrnuje již období po druhé světové válce. První hry byly programovány na sálových počítačích na univerzitách a výzkumných pracovištích. Asi prvním mezníkem historie byl rok 1958, kdy vznikla hra Tennis for Two, kterou vytvořil americký fyzik William Higinbotham. Významné byly také projekty americké laboratoře umělé inteligence – MIT. Na počátku šedesátých let zde vznikla hra Spacewar!, která byla časem portována pro mikropočítač PDP-1. Až v sedmdesátých letech začaly vznikat sériově produkované arkády. Objevily se další herní žánry, například střílečky, hry na hrdiny nebo simulátory. Na přelomu sedmdesátých a osmdesátých let se herní automaty v USA staly součástí popkultury a arkádové herní konzole se začaly objevovat v kinech, nákupních centrech apod. V Evropě se rozšířilo hraní videoher až s nástupem domácích a osobních počítačů. V Československu a později i České republice se začaly počítačové hry výrazně prosazovat po roce 1989. Devadesátá léta byla charakterizována rychlým rozvojem hardwaru i softwaru. Rostl výkon počítačů i kapacita datových médií. Na základě nových technologií vznikly nové herní koncepty a úspěšné série. Zobrazení třetího rozměru umožnilo rozvoj simulátorů, například sérii Descent. Rozšířil se žánr FPS (Doom, Duke Nukem 3D, Quake). Do popředí zájmu se dostaly vojenské a budovatelské strategie (SimCity). Rozšířily se také online hry, které uživatelé hráli ve webových prohlížečích na internetu.
Nové tisíciletí zaznamenalo v herním průmyslu posun. Mobilní hraní na chytrých telefonech a tabletech vytlačilo digitální hry respektive kapesní herní konzole. Zvyšoval se počet příležitostných hráčů. Vzrůstal počet lidí, kteří nechtěli trávit hodiny hraním videoher, ale zkrátit si čas v čekárně nebo se jen odreagovat. Vznikl nový herní žánr: „casual games“ neboli občasné hry. S rozvojem internetu rostla popularita multiplayeru. Hraní her se stalo součástí sociálních sítí. Vedle zavedených společností zaujaly významné místo experimentálnější a inovativnější vývojáři nezávislých videoher. K jejich úspěchu přispěla i jednodušší digitální distribuce softwaru. Vznikla nová platforma Steam určená nejen k digitální distribuci her a softwaru, ale i jako multiplayerové „hřiště“ a komunikační zázemí pro hráče.

## Předchůdci počítačových her
V letech 1941–1942 vytvořil matematik Raymond Redheffer elektronickou verzi hry NIM, která byla zveřejněna v roce 1948. Hráč postupně odstraňoval kameny ze čtyř hromádek. Protivníkem mu byl jednoduchý elektronický algoritmus. „Grafiku“ hry představovaly svítící kameny a červená světla na přední straně konzole.

Schéma počítače NIMROD simulujícího hru Nim v roce 1951

První jednoduchá hra vytvořená na katodových trubicích byla patentována 14. prosince 1948 Thomasem Goldsmithem a Estlem Mannem. Osm katodových trubic bylo použito k simulaci střely odpalované na cíl. Tvůrci se pravděpodobně inspirovali radarovými displeji, které se používaly za druhé světové války. Pomocí několika tlačítek bylo možno měnit dráhu a rychlost střely, která byla reprezentovaná malým bodem. Použité herní prvky byly nakresleny manuálně na průhledné fólii, položené na CRT obrazovku. V této hře byla prvně použita CRT technologie, ale hra nebyla nikdy využita komerčně.
Hra NIM byla mezi tvůrci prvních her oblíbená, a proto společnost Ferranti postavila v roce 1951 sálový počítač určený pouze k hraní této hry. Počítač byl vyroben na výstavu v Londýně s grafikou používající svítící body.
V roce 1952 Alexander S. Douglas, student univerzity v Cambridge, obhájil disertační práci na téma problematiky interakce člověka s počítačem a naprogramoval pro sálový počítač EDSAC jednu z prvních počítačových her. Pojmenoval ji OXO. Byla to grafická verze hry piškvorky. Novinkou zde byla grafika na jednoduchém CRT monitoru s rozlišením 35 × 16 pixelů. K ovládání hry se používal otočný telefonní volič z telefonů s pulsní volbou.

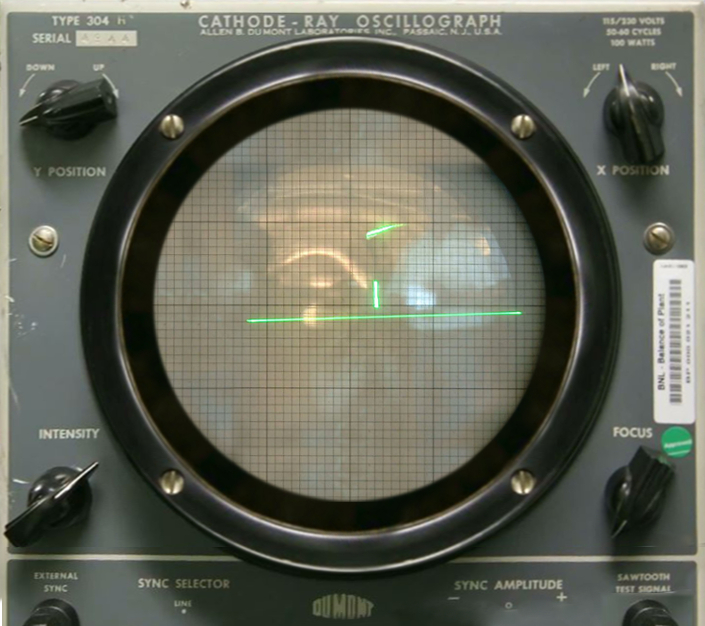
Tennis For Two na osciloskopu BNL z roku 1958

Další důležitý krok ve vývoji počítačových her učinil William Higinbotham. Během druhé světové války pracoval na vývoji radaru a také na projektu Manhattan. V roce 1958 vytvořil se svými spolupracovníky hru Tennis for Two pro analogový počítač. Některé části počítače byly vyrobeny pouze pro účely hry. Na obrazovce se zobrazovala celá herní scéna. Ukazovala boční pohled na tenisové hřiště (většina napodobenin tenisu používala pohled shora). Poprvé byl generován také zvuk. I přes jednoduché ovládání a zobrazování herního pole na malé ploše však hra sklízela velký úspěch. Byla předváděna na dnu otevřených dveří laboratoří Brookhaven Lab, kde byl Higinbotham zaměstnán.
První počítačové hry vznikaly v dobách elektronkových sálových počítačů. Hry vyvíjené na přelomu šedesátých a sedmdesátých let 20. století používaly jako výstupní zařízení vektorovou obrazovku konstrukčně odvozenou od obrazovky osciloskopu.

## Šedesátá léta 20. století
V roce 1962 naprogramovali pracovníci z laboratoře umělé inteligence MIT v assembleru počítače PDP-1 první skutečnou počítačovou hru Spacewar!. Hra se stala hitem a byla portována na další modely počítače PDP. Na počátku 21. století si lze zahrát tuto hru přímo ve webovém prohlížeči. Zajímavostí je, že hra zůstala shodná s původní verzí. Zdrojový kód byl přepsán z originálních podkladů a spuštěn v emulátoru počítače PDP-1, který je napsán v JavaScriptu.
Již zmiňované hry byly programovány pro sálové počítače univerzit. Inženýr Ralph Baer experimentoval v šedesátých letech s myšlenkou využití televize jako interaktivního zařízení. V roce 1966 vytvořil první konzoli pro hru Chase (Honička), která se dala připojit k libovolné televizi. Jeho dalším cílem bylo vytvořit univerzální konzoli. V roce 1968 vytvořil prototyp univerzální herní konzole Brown Box, která již podporovala sedm her. V roce 1972 navrhl první komerční herní konzoli Magnavox Odyssey, která se vyráběla tři roky a prodalo se více než tři sta tisíc kusů. Pro konzoli vzniklo celkem dvacet osm her, ale ta nezaznamenala velký úspěch.

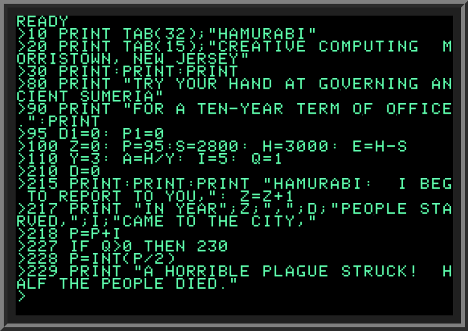
Hra Hamurabi, jazyk Basic

Během roku 1969 vznikly hry, které ovlivnily vývoj simulátorů a strategických simulací. Patří mezi ně hra Hamurabi. Ta napodobovala starověký stát s vládnoucím panovníkem (Chammurapim) a cílem hry byl rozvoj a prosperita státu. Hráč zadával příkazy v textovém rozhraní, hru bylo možno hrát i přes dálnopis.
V době, kdy se připravoval projekt Apollo 12 (1969), vytvořil středoškolský student Jim Storer první variantu hry Lunar Lander. Hru realizoval na počítači PDP-8 ze školního terminálu, ke kterému měl přístup ve škole (Lexington High School). Uživatelé se mohli připojit k tomuto počítači jen pomocí osmi terminálů. Při realizaci první varianty hry se používal relativně jednoduchý programovací jazyk FOCAL, syntaxí podobný BASICu. Vzhledem k jednoduchosti hry vzniklo během let mnoho dalších variant.

## Sedmdesátá léta 20. století

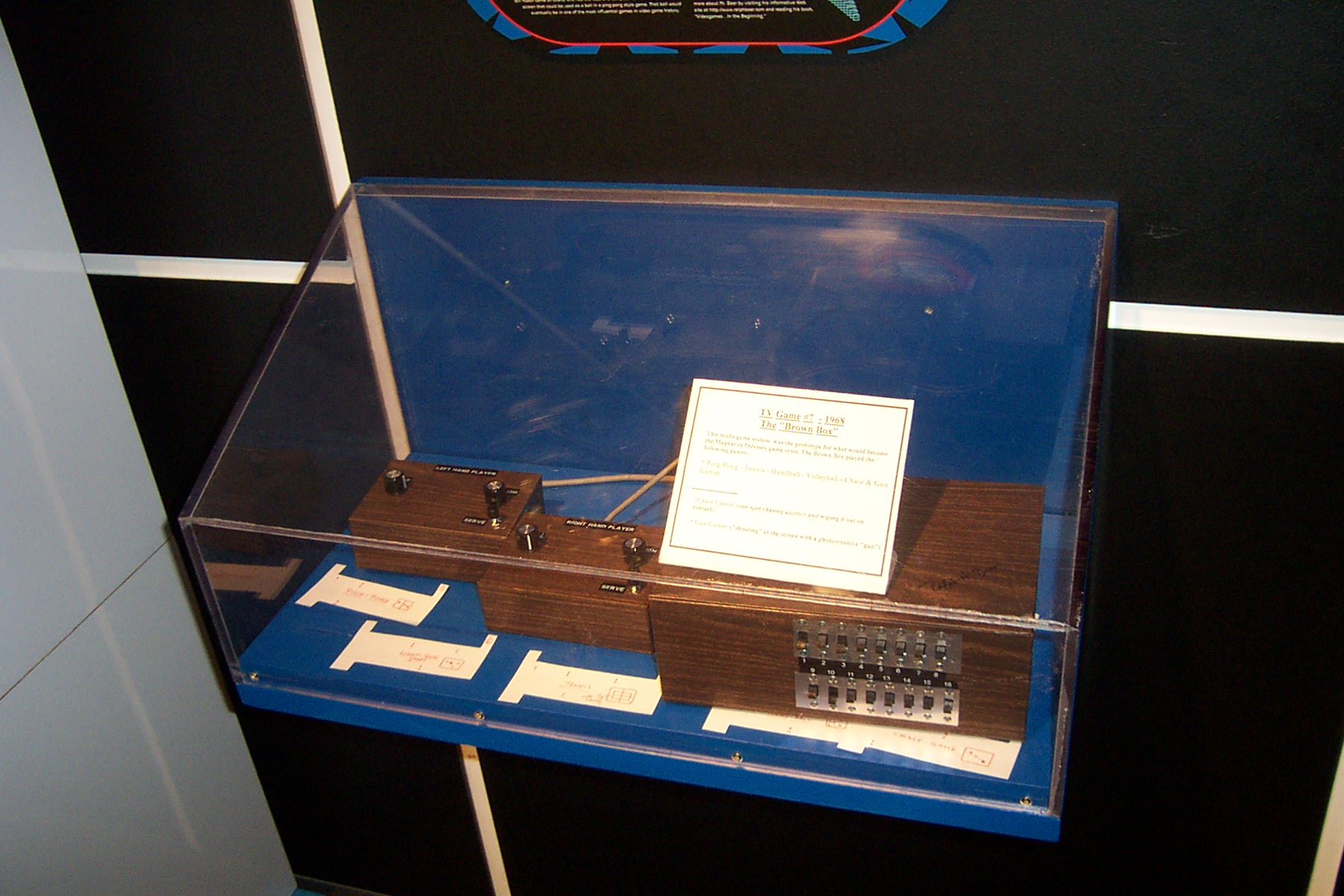
„Brown Box“ od Ralpha Baera, prototyp Magnavox Odyssey konzole

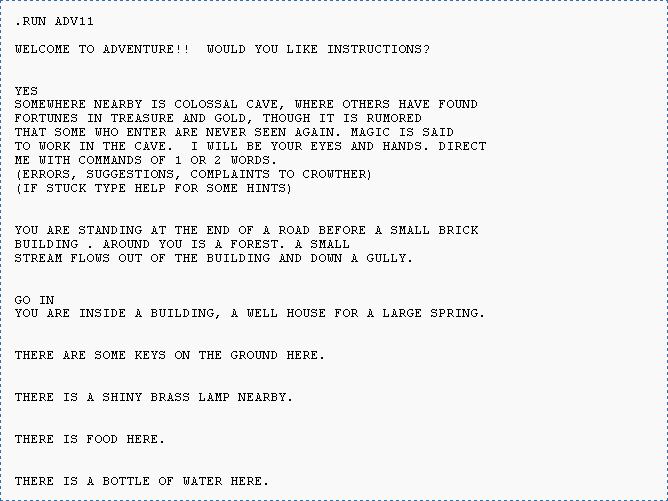
Tiskový výstup na terminál Colossal Cave Adventure (1975-76)

Na počátku této dekády vznikala řada nových her a objevily se i nové herní žánry. Vstupní zařízení – textový terminál nebo dálnopis, podstatně ovlivnily vzhled a funkcionalitu her z přelomu šedesátých a sedmdesátých let 20. století. Výstupním zařízením byla většinou vektorová obrazovka (konstrukčně – osciloskop).
První generace herních konzolí byla vymezena lety 1972 až 1977. Tyto modely neměly mikroprocesor, ale pracovaly na principu konečných automatů. Hry vznikající od roku 1970 do roku 1975 pro terminály byly programovány také pro použití na řádkových terminálech. Byly to konverzační hry nebo hry, kterým se v tuzemsku říká „textovky“. Svět byl popsán slovy a hráč také zadával příkazy písemnou formou, v zahraničí se většinou používá termín interactive fiction.

### První a druhá generace konzolí
Společnost Magnavox dala na trh první herní konzoli v květnu 1972 pod názvem Magnavox Odyssey. Na britském trhu se zařízení prodávalo od roku 1973 a od roku 1975 v Evropě a Japonsku. Hry se distribuovaly na cartridgích. Tato konzole ještě neměla zvukový výstup, ale podporovala světelnou pistoli Shooting Gallery.
Příklady her: Basketball, Cat & Mouse, Football, Fun Zoo, Handball, Haunted House, Percepts, Prehistoric Safari, Roulette, Shooting Gallery, Simon Says, Tennis a Volleyball.
Mezi lety 1972 a 1978 se objevila řada modelů (celkem jedenáct variací):
- Model Odyssey 4000, založený již na jediném čipu (AY-3-8600), obsahoval osm variant her založených na tenisu, hokeji, squashi a pod. Tento typ měl odnímatelné joysticky a výstup na konzoli byl barevný.
- Model Odyssey 2100 – na trhu od roku 1978, uměl šest základních variací her a každou bylo možno hrát také v různých variantách.[9]

Společnost Atari byla založena v roce 1972 (Nolan Bushnell a Ted Dabney). Ve stejném roce vydalo Atari konzolovou hru Pong. Měla jednodušší ovládání a trh reagoval kladně. Hra se stala hitem, vznikala řada kopií a Pong byl prodáván také pro domácí konzole jako Home Pong (1975).
Mezi lety 1976 až 1978 vydala firma Coleco čtrnáct typů konzolí Telstar. Mezi výraznější modely patří Telstar 6040 (historicky první čip AY-3-8500) a Telstar Arcade (cartridge, světelná pistole, volant a řadicí páka).
Společnost Nintendo prodávala herní konzole Nintendo Color TV Game pouze na japonském trhu (celkem pět modelů). První model Color TV Game 6 z roku 1977 obsahoval šest variací hry Pong. Model Color TV Games 15 měl již ovladače připojeny kabelem a obsahoval patnáct herních variací.
Během roku 1978 se objevily na trhu konzole druhé generace. Symbolem se stal model Atari 2600 (1977), vyráběný firmou Atari. S videohrou Pac-Man se prodalo sedm milionů cartridgí. Na prototypu zařízení „Stella“ pracovala od roku 1973 pobočka Atari, Cyan Engineering. Ta se místo programování v diskrétní logice, snažila o konstrukci CPU. Konzole z roku 1977 měla grafický a zvukový čip.

Galerie
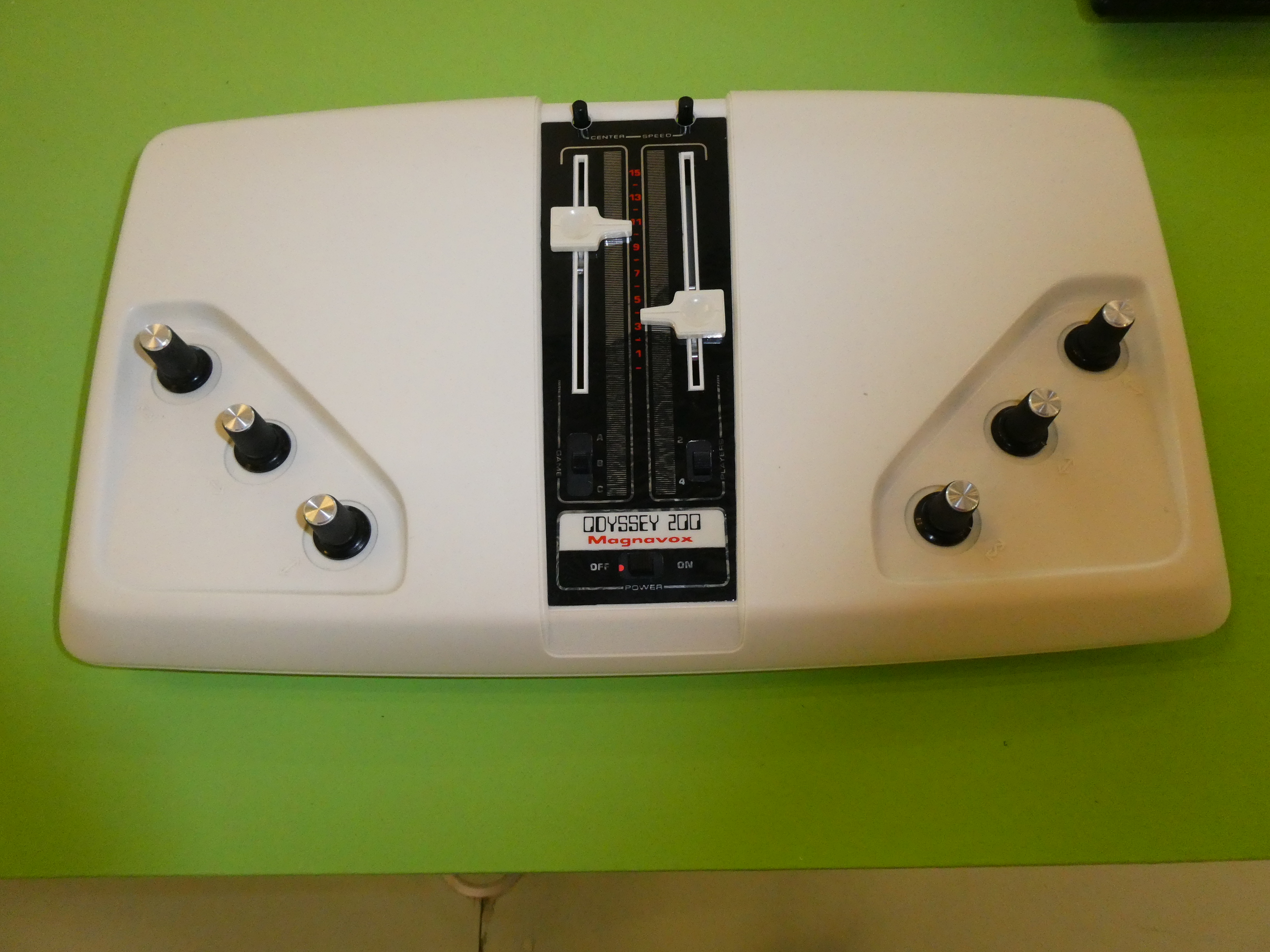
Magnavox Odyssey 200, rok 1975
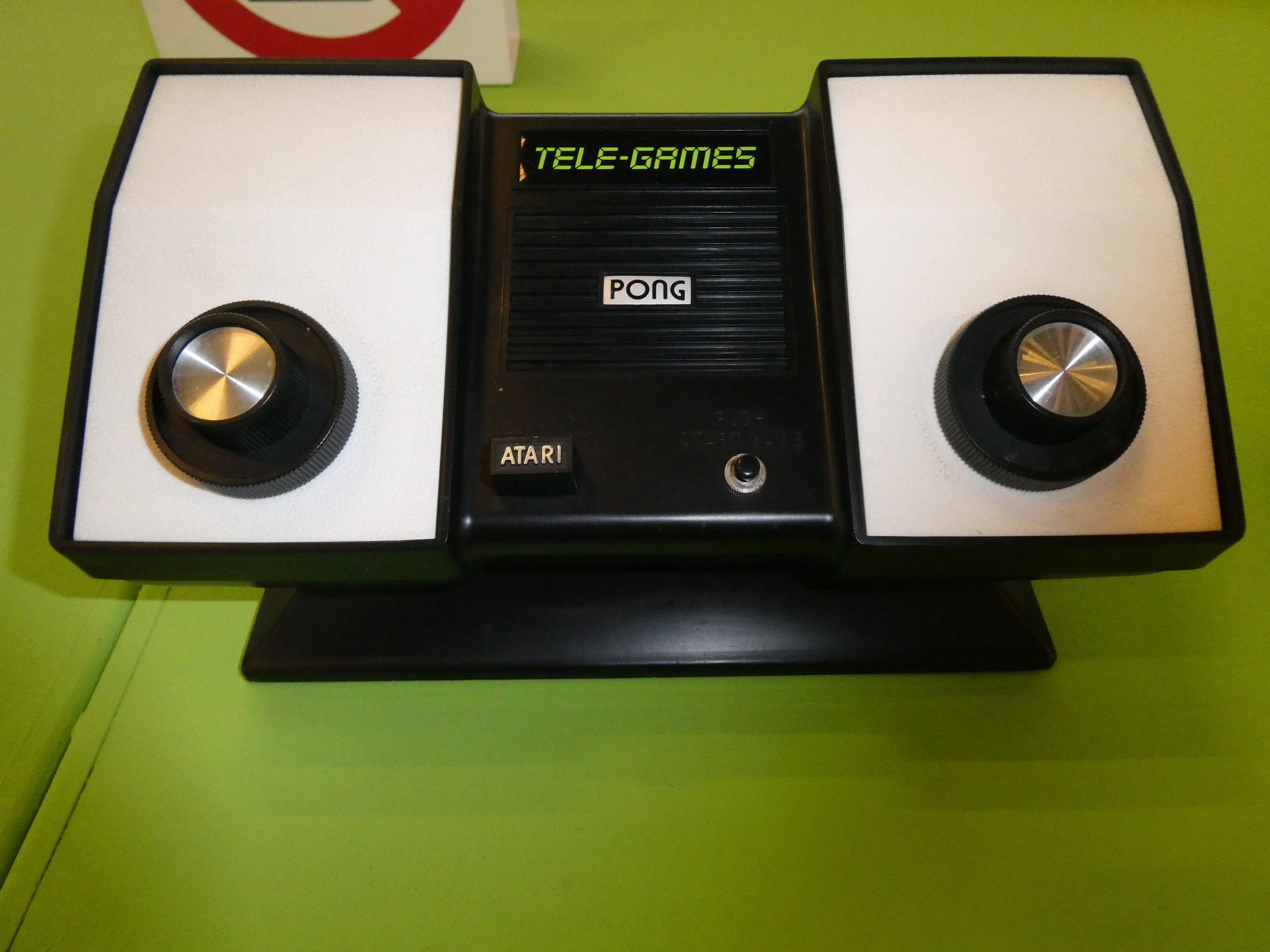
Atari, hra Pong, rok 1976
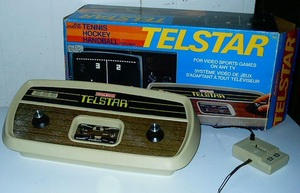
Coleco Telstar, rok 1976
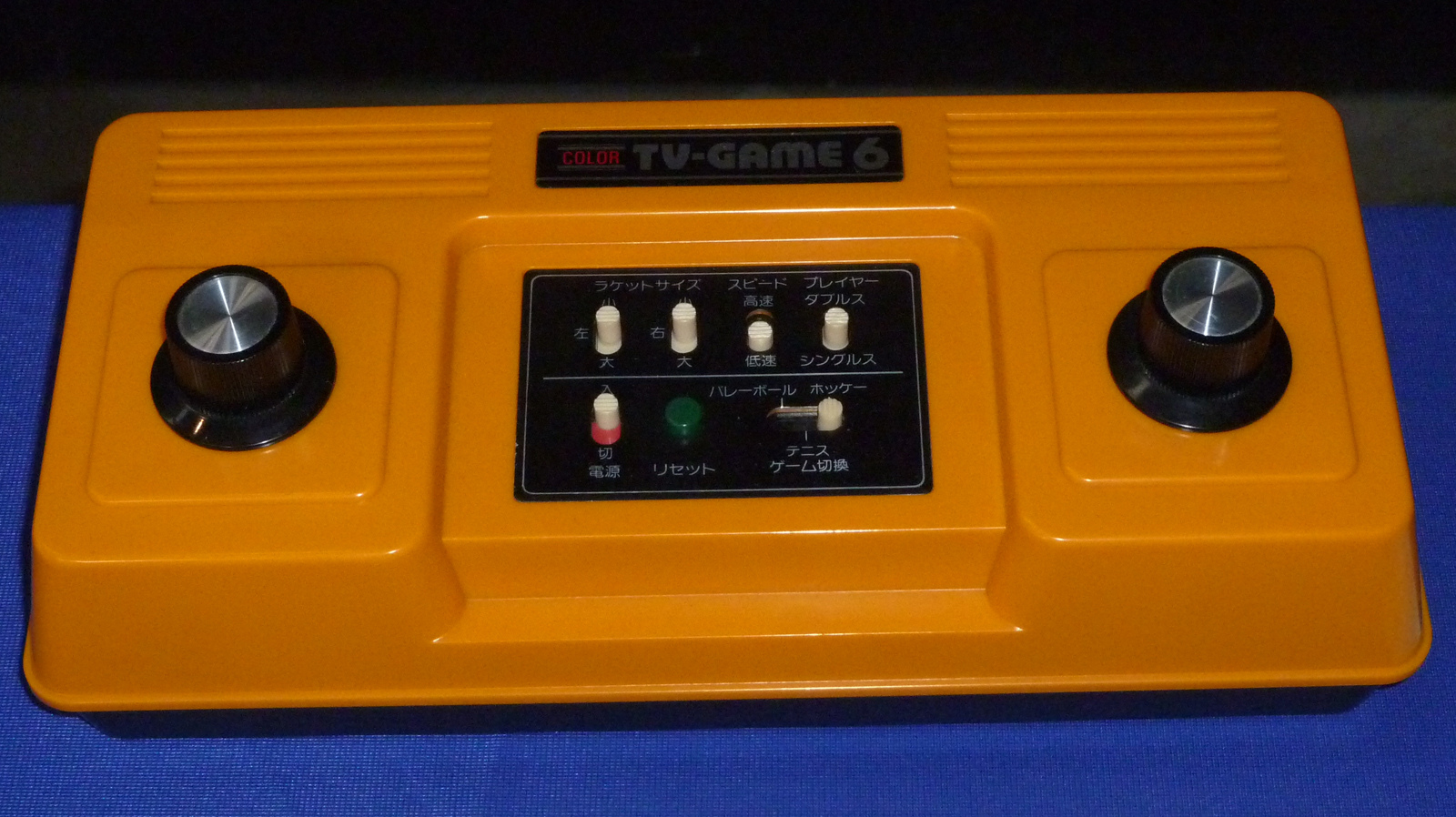
Nintendo, barevná TV hra-6

### Konzolové hry
Arkádové hry dosáhly v této dekádě velké popularity. Do žánru patřilo mnoho odlišných her, např. videohry, elektronické hry atd. S rozvojem arkádových automatů došlo k portování na další platformy.
V roce 1971 napsal Peter Langston hru Empire. Od svého vzniku byla dále vyvíjena a zveřejňována pod různými názvy a ovlivnila další vývoj strategických her.
Rok 1973 byl ve znamení nástupu masové produkce videoher. Množství společností, jako Midway, Ramtek, Taito, Allied Leisure, atd., začalo produkovat vlastní videohry.
Rostla snaha společností o realistické zobrazení trojrozměrného prostoru. V roce 1974 se objevily dva tituly s pseudo 3D grafikou, Spasim a Maze War (nebo 1973 – přesné datum vydání není známo). V témže roce vydala firma Kee Games hru Tank. Poprvé zde byla použita pamět ROM. Současně získala prvenství také firma Midway s hrou TV Basketball s grafickým ztvárněním lidské postavy. V roce 1974 se také konala první konference o počítačové grafice SIGGRAPH (překlad „Zvláštní zájmová skupina pro počítačovou grafiku a interaktivní techniky“).
Colossal Cave Adventure (také jen Adventure) byla první počítačová interaktivní „textovka“ a první hra šířená mezi studenty zdarma a bez licenčních omezení pomocí sítě Arpanet. Will Crowther naprogramoval hru v jazyku Fortran na minipočítač PDP-10 v roce 1975 a rozšířil ji o logické prvky (např. počítání skóre nebo „specifické“ použití předmětů). Vznikla tak první adventura. Změnil se způsob komunikace hráče s počítačem. Místo joysticku, který používaly pouze herními automaty a první generace herních konzolí, bylo možné zadávat jednoslovné (look, help, score apod.) nebo dvouslovné (get keys, open door atd.) příkazy z klávesnice. V roce 1976 Jim Gillogly přeprogramoval hru z Fortranu do céčka, aby mohla být použita také na rozvíjející se platformě OS Unix. Dostupné byly zdrojové kódy hry a programátoři ji mohli studovat nebo měnit, což odpovídá pojetí open source.
Tzv. „chytré“ terminály, které se objevily na univerzitách v roce 1975, přinesly řadu funkcí a vylepšení, např. pohyb textového kurzoru po celé obrazovce. Nové technologické možnosti byly použity pro nové hry, např. hra Rogue, která přinesla nový herní žánr roguelike, rozvíjený dodnes.
Firma Midway získala v roce 1975 další prvenství vydáním hry Gun Fight, kde jako první použila mikroprocesor. Atari ve stejném roce vydalo videohru pro šest hráčů Steeplechase a Kee Games, závodní simulátor, vybavený volanty a pedály pro osm hráčů – Indy 800.
V roce 1976 vyvinula společnost General Instruments elektronický čip AY-3-8500, který mohl pojmout již celou videohru. Byl vytvořen také první domácí herní systém s vyměnitelnými herními kazetami – Zircon Channel F. V nové závodní a také barevná hře Night Driver (Atari) byla vytvořena simulace perspektivy z pohledu první osoby.

Roku 1978 vznikla kultovní hra Space Invaders firmy Taito. Jednalo se o tzv. vertikální střílečku (tento princip později použilo mnoho her). S rozvojem internetu v tomto období začal vznikat nový žánr videoher – MUD (kombinace RPG, adventury a multiplayeru). Vzhledem k pomalému přenosu dat po síti byly tyto hry textové. Ale i tak si první online RPG hry získaly popularitu a dopomohly k rozšíření počítačů a přístupu k internetu.

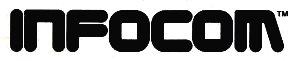
logo společnosti Infocom

Společnost Infocom, založená v roce 1979 dvěma programátory z Massachusettského technologického institutu (Dave Lebling a Marc Blank) se zaměřila na vývoj textových adventur.
V roce 1979 se objevila první soubojová videohra Warrior se objevila roku 1979 od firmy Vectorbeam.
Atari vydalo první hry s vektorovou grafikou Asteroids a Lunar Lander. Namco téhož roku vydalo první videohru s obrazem založeným na RGB modelu Galaxian a hru Puck-Man (v Japonsku), která se stala hitem v USA jako Pac-Man. Hra Speed Freak z roku 1979 byla sice černobílá, ale díky vektorové technologii zaznamenala v trojrozměrné pseudo grafice značný pokrok.
Popularita prvních domácích konzolí přinesla také zájem o domácí počítače. Mikropočítače se na přelomu desetiletí dostávaly do domácností technických nadšenců a později i k širší veřejnosti. Mezi úspěšné domácí počítače na přelomu dekády patřil na trhu Commodore PET, firmy Commodore International a Apple II z roku 1977.

Galerie 

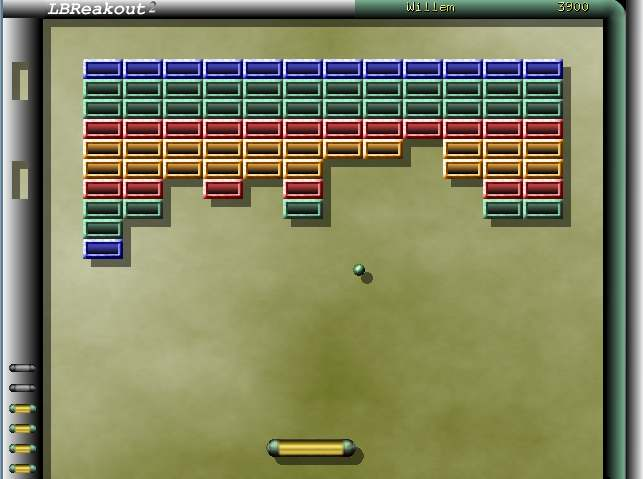
Hra LBreakout2 s editorem úrovní
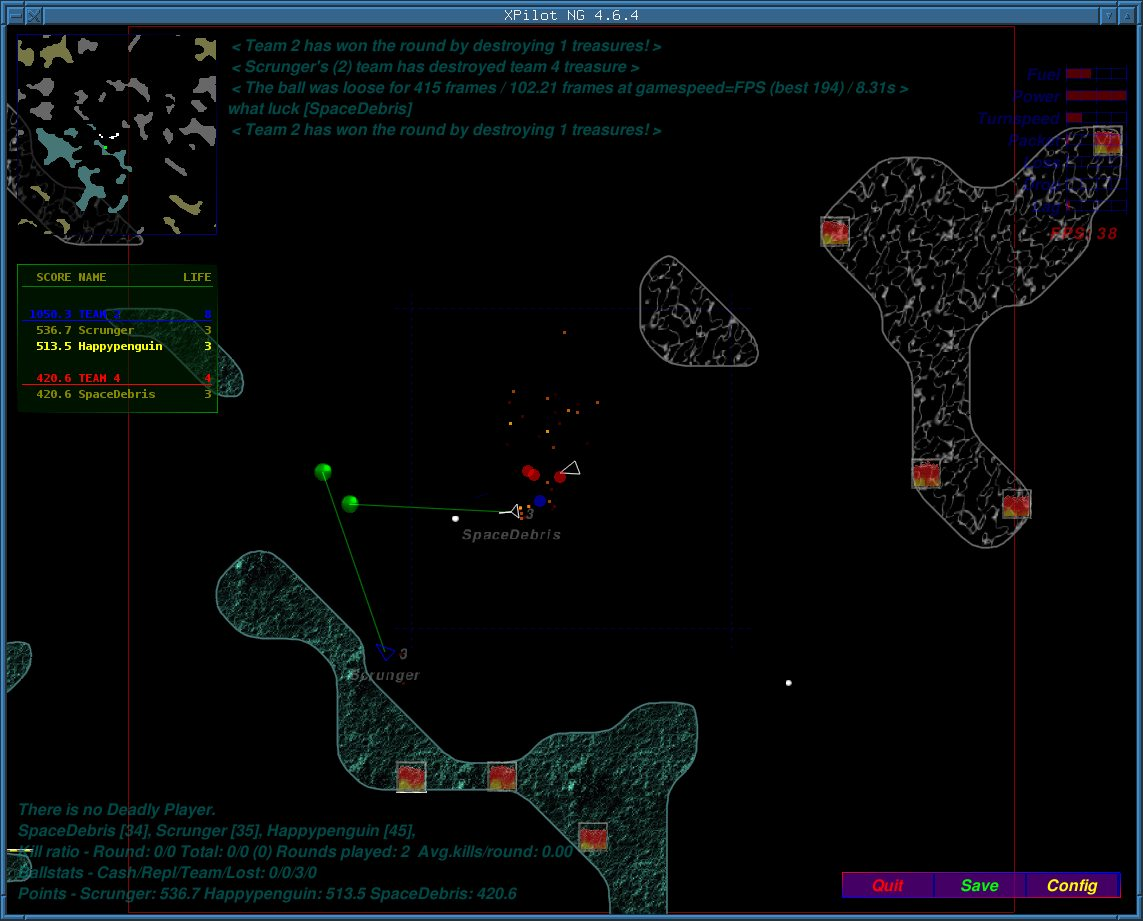
Hra Asteroid, varianta XPilot
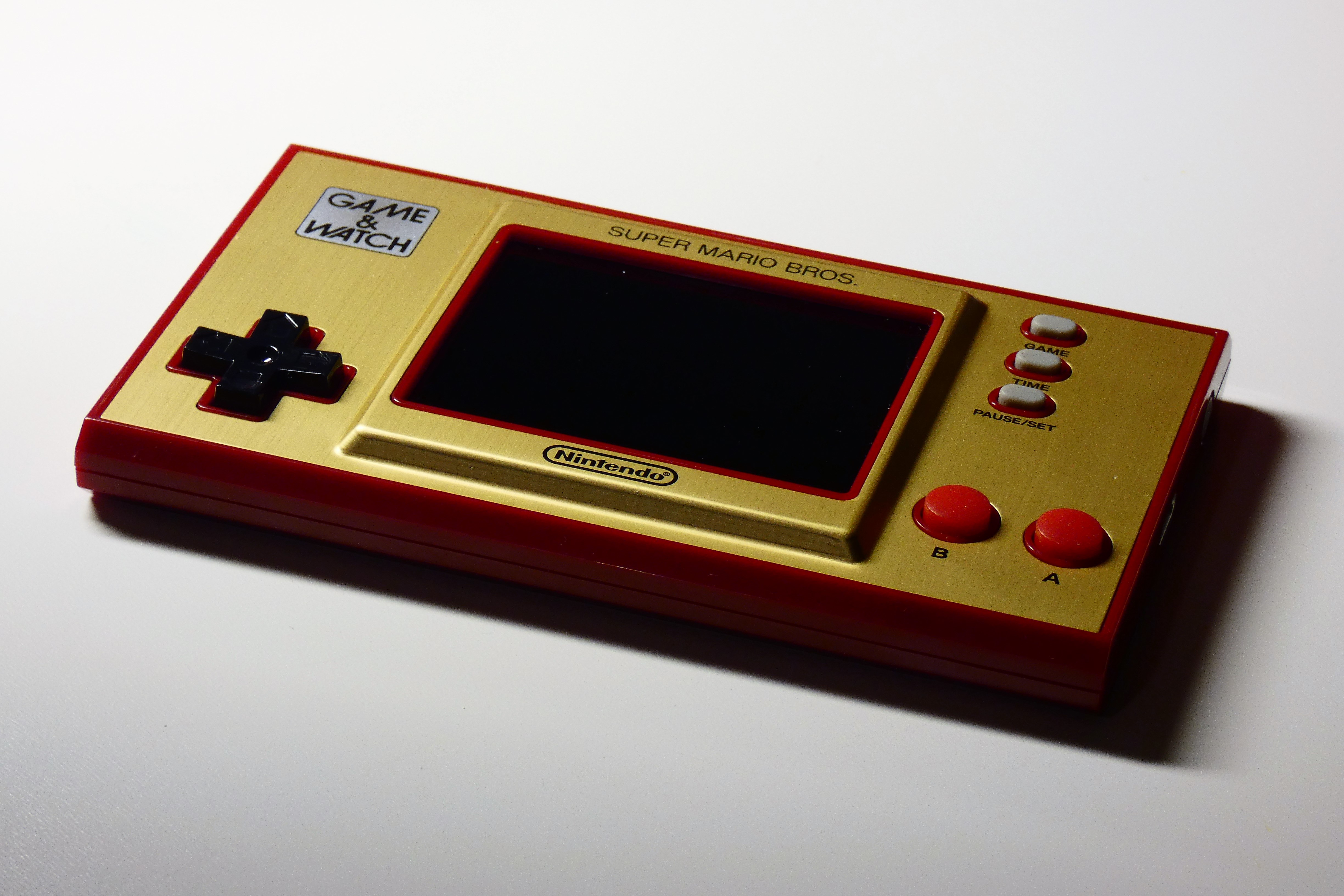
Game & Watch, Super Mario Bros
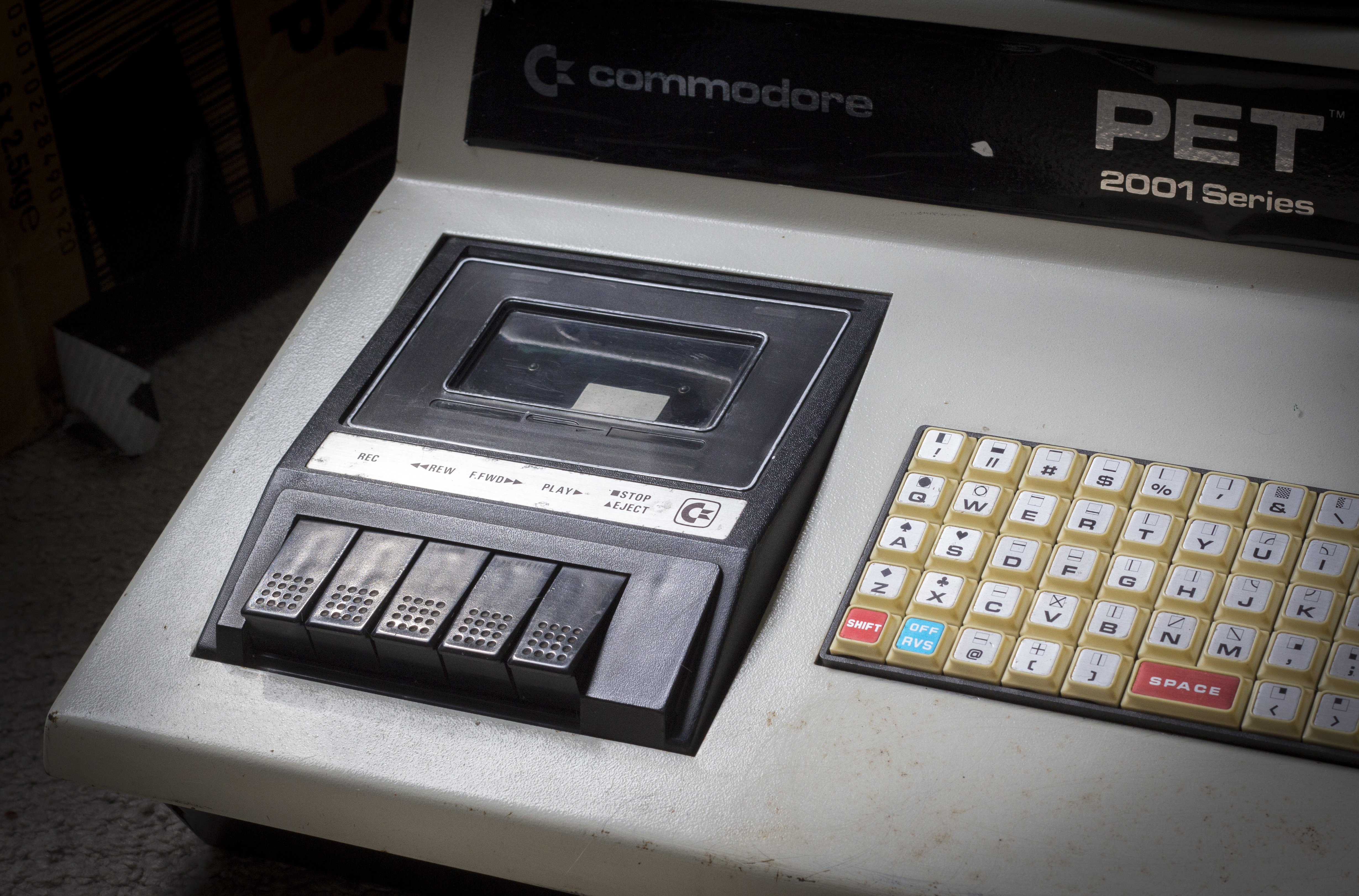
Commodore Pet 2001 s kazetovým přehrávačem

### Přenosné hry
Přenosné hry se na trhu objevily v roce 1976. V podstatě to byla krabička napájená baterií, která obsahovala displej i ovládací tlačítka. Byla připojena ke konkrétním naprogramovaným obvodům. Displej byl často postaven pouze pro konkrétní hru. Společnosti jako Mattel, Parker Brothers a také Coleco velmi rychle obsadily trh nejen ve Spojených státech a západní Evropě, ale i v Japonsku. Japonská firma Nintendo se sérií Game & Watch, která obsahovala videohru a budík, vydala na trh asi šedesát her. Byly mezi nimi klasiky jako Ball, Donkey Kong nebo Mario Bros.

## Osmdesátá léta 20. století
Na přelomu sedmdesátých a osmdesátých let 20. století se objevily společnosti Adventure International nebo Infocom, které byly zaměřeny na výrobu komerčních textových her. Známá byla především herní série Zork. Již první tři díly této herní série nabízely hráčům vyspělý parser, který umožňoval zpracování i složitých příkazů. Hry obsahovaly jen malou část zdrojového kódu, která byla napsaná pro konkrétní platformu. Parser i vlastní logika hry byly naprogramovány v programovacím jazyce (ZIL), který byl nezávislý na dané platformě. Překladač Zilch vytvořil spustitelný soubor pro virtuální stroj (byl nazván Z-machine). Tento postup umožňoval relativně rychlou konverzi textovek na různé typy počítačů. Stačilo pouze převést soubor pro virtuální stroj a ne celou hru. Postupně vzniklo více „strojů“ Z-machine, které se používaly v univerzálních programech určených pro hraní mnoha typů textovek.
Hry Zork I bylo prodáno přibližně milion kusů (na všechny platformy).
Videoherní trh se dále rozrůstal. Vedle společností jako Atari, Nintendo, Sega začaly vznikat nové společnosti. Velké firmy jako Zanussi, Casio, Coleco, nebo Mattel vytvářely divize videoher. Především americký trh byl během několika let zahlcen množstvím nekvalitních a neatraktivních her. Lidé ztratili o hry zájem a herní průmysl se ocitl ve vážné krizi. Herní studia postupně zanikala. Spolu s prodejem domácích počítačů (společnost Apple, Commodore International atd.), způsobila tato situace v roce 1983 krach videoherního průmyslu.
Krizi v USA zažehnala nová konzole. Vývojáři firmy Nintendo zvolili opačnou strategii než na začátku století. Vývoj her trval déle, nabídka se zúžila a cena her vzrostla. Zvýšila se však kvalita z hlediska hratelnosti i obsahu a na trhu se objevila nová herní konzole NES – Nintendo Entertainment System. Nové postupy se osvědčily a Nintendo vydalo v druhé polovině dekády řadu úspěšných titulů, například Super Mario Bros, The Legend of Zelda, Dragon Quest, nebo sérii her na hrdiny Final Fantasy. Ve snaze zabránit třetím stranám vývoj her bez kontroly kvality, vytvořilo Nintendo nový licenční čip pro NES. Společnost tak získala monopol, který pro konzoli získal lepší vývojáře a lepší tituly.

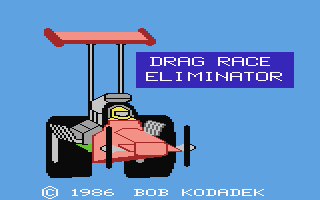
Snímek obrazovky hry Drag Race z roku 1986

V druhé polovině desetiletí vstoupily do popředí domácí počítače (Apple II, IBM PC, Sinclair ZX Spectrum, Commodore 64 nebo Amiga), které postupně nabízely vyšší výkon a tím i zlepšení vizuální stránky videoher. Začaly se objevovat nové typy her – adventury a vznikaly firmy (či nová oddělení již existujících společností), které se orientovaly na nový typ grafických her. Stále více se začaly používat také animované sekvence. Například v roce 1987 Maniac Mansion, kde je viditelný z části dokončený přechod mezi textovkami a hrami bez textového vstupu.

Animace hry Tetris

V roce 1988 se objevila na trhu první hra Narc firmy Williams, využívající 32bitový mikroprocesor. Společnost Namco ve své nové hře Assault přinesla inovaci změnou velikosti spritů a jejich rotace.
V roce 1989 vydalo Atari střílečku S.T.U.N. Runner, která je kompletně ve 3D polygonální grafice. Gottlieb Exterminator byla první hra, kde bylo v témže roce použito plně digitalizované pozadí.
Osmdesátá léta přinesla také rozvoj mobilních handheldů. Rozšíření handheldů (kapesních herních konzolí) pak způsobilo v roce 1985 i masové šíření hry Tetris. Typický zástupce kapesní herní konzole, Game Boy se objevil v roku 1989. Velký úspěch získala také verze s barevným displejem, Game Boy Color (1998). Po celém světě se jí prodalo téměř 120 milionů kusů.

## Devadesátá léta 20. století
Rychlý rozvoj hardwaru i programového vybavení je charakteristický pro toto období. Rozšířil se interface her a možnosti interaktivity. Byly položeny základy pro miniaturizaci zařízení. Počítače pracovaly s výkonem, který již zvládl renderování trojrozměrného prostředí. Začaly vznikat první plnohodnotné trojrozměrné hry. V roce 1993 přinesl Intel novou generaci procesorů Pentium. Konkurenční společnost AMD přišla v roce 1997 s procesorem K6-2 se sadou instrukcí pro podporu 3D grafiky.

### Herní konzole
Mezi významné znaky desetiletí patřila změna datových médií pro distribuci videoher. Nahrazením cartridgí kompaktními disky došlo až k stonásobnému zvětšení objemu ukládaných dat. Využití 3D grafiky ve hrách druhé poloviny devadesátých let lze také zařadit mezi zásadní znaky této doby.
Na přelomu desetiletí se herní zařízení Mega Drive společnosti Sega šířilo po celém světě. Na japonském trhu přítomný systém NES však zpočátku Segu zastínil, ač její konzole měla kvalitnější parametry (zvuk i grafiku). Sega rozšířila reklamní kampaň a s novou hrou Sonic se prodalo 29 miliónů kusů.
V roce 1990 japonská společnost SNK Playmore vydala systém Neo Geo s barevnou 2D grafikou a kvalitním zvukem. Pro tento systém společnost vydávala hry do roku 2004. V roce 1991 společnost Sony představila herní konzoli Sony PlayStation, kde byla prioritou podpora trojrozměrné grafiky. V roce 1994 byla na trhu nová konzole PlayStation X, již nekompatibilní s kazetami Nintendo a používající CD-ROM. Brzy se stala nejprodávanější na trhu a prodávala se jedenáct let. Herní konzole neměly na rozdíl od počítačů technické vybavení na ukládání herních dat (pevné disky). Proto se objevily na trhu paměťové karty.
V roce 1996 přišla na trh herní konzole Nintendo 64 a její grafické rozhraní překonalo zařízení PlayStation. Konzole přišla na trh s hrou Super Mario 64, která je považována za jednu z nejlepších videoher. Ale chybějící hry ve „formátu CD“ způsobily, že Nintendo nepřekonalo úspěch konzole PlayStation. Ta měla nejen více titulů her, ale hry byly také pravidelně aktualizovány. Během posledních let desetiletí patřil trh videoher společnosti Sony.

Galerie

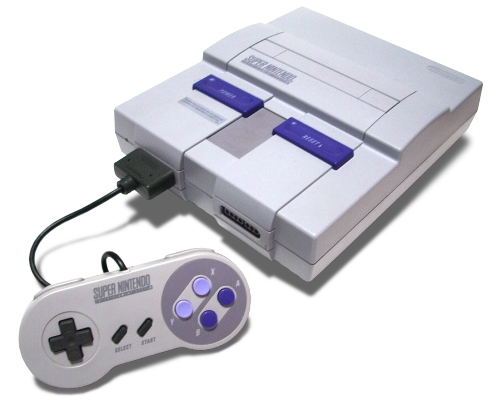
konzole SNES (USA)
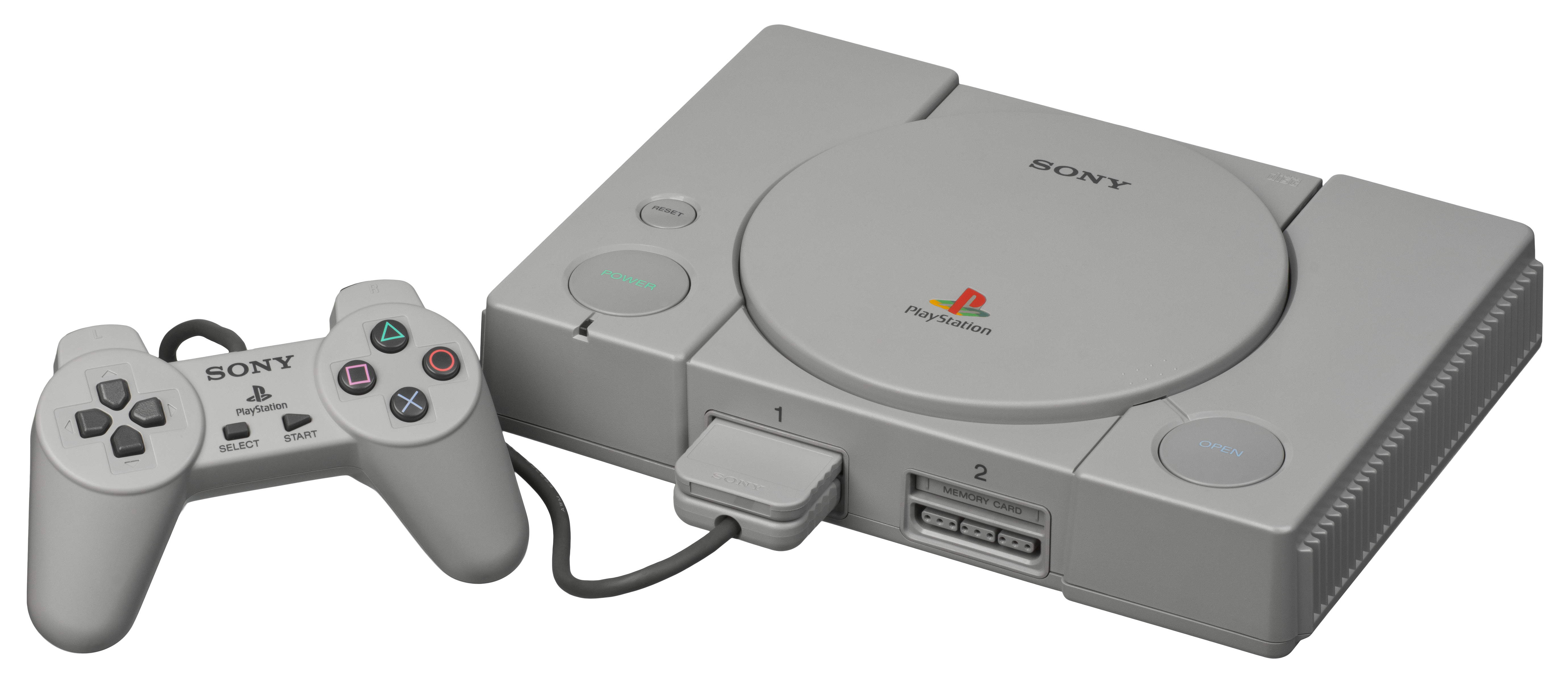
PlayStation (1994)
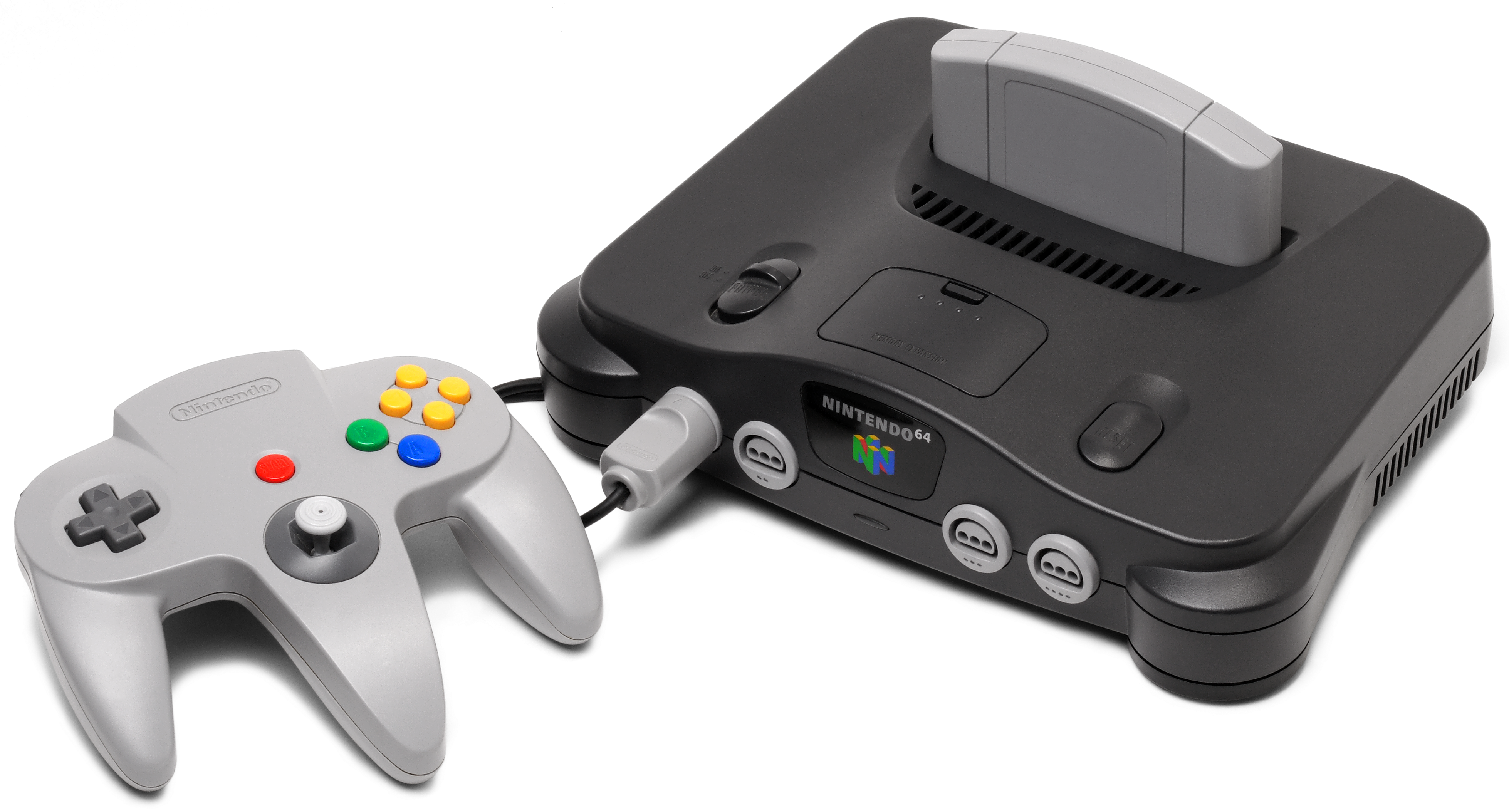
Nintendo 64 set s ovladačem (1996)
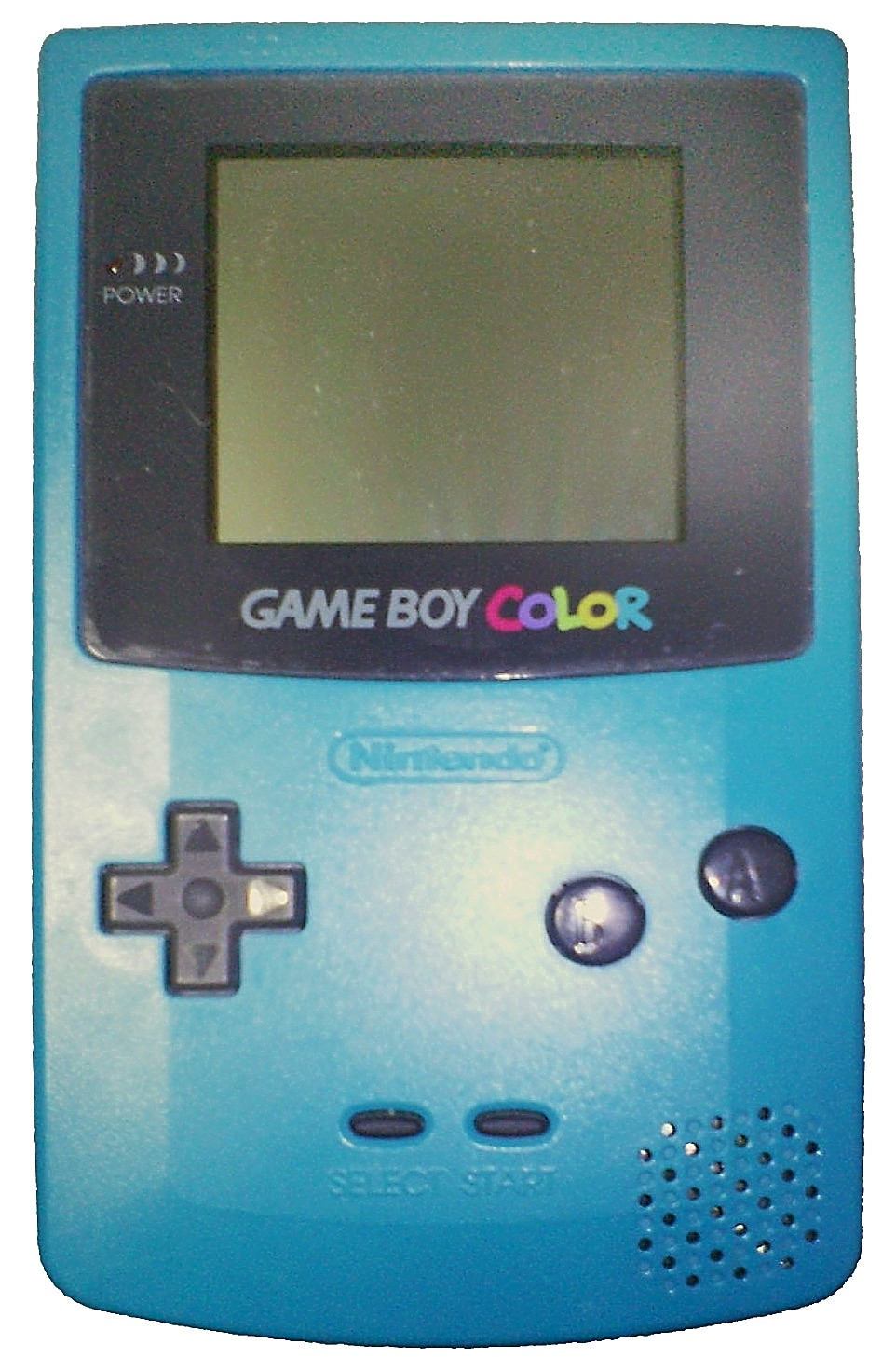
Game Boy Color (1998)

### Nové technologie
Výkon procesorů během desetiletí rostl a zvětšovala se i kapacita operačních pamětí. V minulém desetiletí se kapacita pamětí udávala v kilobytech. Toto desetiletí přešlo na megabyty. Také objem pro trvalé uchování dat se zvyšoval. Nejrozšířenější byly diskety 3,5", ale s ohledem na jejich malou kapacitu je nahrazovaly ZIP disky a CD. Kapacita pevných disků vzrostla ze stovek MB na jednotky, časem až na desítky GB.
Po dlouhodobém vývoji svého systému, vydala společnost Silicon Graphics v roce 1992 interface s názvem OpenGL. V roce 1994 Microsoft koupil od společnosti RenderMorphic 3D aplikační interface a na jeho základě vydal první grafický operační systém firmy, Windows 95. Byl postaven základ rozhraní DirectX. Vydání komponenty Direct3D pro realizaci 3D grafiky patřilo k zásadním změnám. Verze DirektX 3.0 byla první reálně použitelná. Během roku 1997 proto postupně zmizely nové hry běžící na operačním systému DOS.

Logo společnosti 3dfx

V druhé polovině dekády se na trhu objevily 3D akcelerátory. Tzv. „softwarové vykreslování“ (rendering) umožnilo počítat grafiku rychleji a kvalitněji než procesory.
Americká společnost 3dfx vytvořila vlastní grafické rozhraní Glide a mnoho vývojářů stavělo své hry nejen na podpoře softwarového renderování, ale také s rozhraním Glide. Firma 3dfx získala vedoucí pozici na trhu prodejem grafických karet. Především se jednalo o typ Voodoo Rush. Karta byla dána na trh v roce 1997 a kromě grafického čipu z původního Voodoo obsahovala i 2D akcelerátor.
Na trhu grafických karet v devadesátých letech bylo mnoho společností. V roce 1995 uvedla na trh 2D/3D akcelerátor „Virge“ společnost S3. V roce 1995 vstoupila na trh společnost nVidia se svou první grafickou kartou „Diamond Edge 3D“. O rok později firma ATI vydala „3D Rage I“. V roce 1998 se objevily 3D akcelerátory firmy Matrox.
Koncem osmdesátých let 20. století se objevovaly první pokusy použití vitruální reality. V této dekádě se již objevily drahé a těžké headsety jako například „Forte VFX1 Headgear“. Zařízení využívalo vlastní přídavnou kartu. Slabinou byla ale vysoká kupní cena a podpora minima herních titulů.

### Vývoj herních žánrů a videoher
Nové technologie představovaly nové možnosti také při vývoji her. Vznikaly nové herní koncepty a úspěšné série. Zobrazení třetího rozměru umožnilo rozvoj simulátorů letadel, vesmírných raket a také automobilové závodní hry. Značně se rozšířil žánr FPS (střílečky z pohledu hráče). Na herní scénu se vrátily bojovky i plošinovky, tedy klasické arkádové žánry. Do popředí zájmu se dostaly vojenské i budovatelské strategie. Žánr real-time strategií byl zahájen hrou Dune II v roce 1992 a jeho rozvoj pokračoval vydáním hry Command & Conquer (1995). Společnost Maxis24 vydávala především budovatelské strategie. Na trhu se objevila hra SimCity (1989), SimEarth (1990), SimCity 2000 (1993), SimTower (1994) nebo SimCity 3000 (1999). V roce 2000 vyšla hra The Sims a stala se jednou z nejprodávanějších her v historii.
Éra devadesátých let je také označována jako zlatý věk RPG her, nebo také dungeonů. Většina her tohoto žánru patřila mezi klasické fantasy hry.
Mezi prvními hrami na CD byla video adventura 7th Guest studia Trilobyte společností Virgin Game z roku 1992. Prodalo se přes milion kopií. Firma Virtuality vydala arkádovou videohru s podporou sady pro virtuální realitu Dactyl Nightmare. Roku 1993 se objevila na svou dobu pokroková technologie v adventuře Myst – počítačově renderované bitmapové pozadí. Prvenství nejlépe prodávané hry si udržela do roku 2002, kdy ji překonala v počtu prodaných kusů videohra Sims.
V roce 1994 byla založena Ernestem Adamsem Asociace výrobců počítačových her (CGDA). Tento rok se také objevila na trhu první videohra používající mapování textur, arkádová závodní videohra Daytona USA od Segy. V roce 1995 byl vydán vesmírný simulátor Descent, plně podporující vektorovou grafiku a také multiplayer až pro 6 hráčů.
Mezi nové žánry patřila fantasy tahová strategie Heroes of Might and Magic. Druhý díl z roku 1997 byl jednou z nejoblíbenějších her své doby. Hra Rise of the Triads také z roku 1995, přinesla řadu nových metod, například více interaktivní prostředí, simulace dynamického osvětlení, mlhu nebo speciální pohyby. Mezi nejemotivnější hry nejen ve své době patřila adventura „I Have No Mouth and I Must Scream“ („Nemám ústa a musím řvát“), inspirovaná povídkou Harlana Ellisona. Rok 1996 přinesl konzolovou hru Super Mario 64. Pro počítače vyšla série Tomb Raider. Akční střílečka Quake zpopularizovala hry pro více hráčů. Isometrické nebo axonometrické promítání se používalo u akčních i strategických her. Oblíbené byly také isometrické RPG hry (například Super Mario RPG: Legend of the Seven Stars z roku 1996).
Rozšiřování internetu přispělo k nástupu a inovaci videoher pro více hráčů (multiplayer) a on-line her. Vedle zvýšení počtu hráčů se objevil nový žánr Capture the Flag (vlajkovka). Koncept deathmatche přinesla jako první hra Doom v roce 1993. Možnost multiplayeru nabízela většina her resp. herních sérií druhé poloviny desetiletí například Quake, Medal of Honor, Unreal Tournament atd.
Společnost Konami vydala oku 1998 taneční videohru Dance Dance Revolution. Na trhu se objevila handheldová konzole Gameboy Color a Neo*Geo Pocket. Sierra vydala kultovní hru Half-Life, kterou vyrobilo studio Valve. Firma Rockstar vydala první díl série Grand Theft Auto. V roce 1999 dala na trh společnost Sega videoherní konzoli Dreamcast.

### Zajímavosti
V roce 1996 vznikl na soukromé univerzitě v Redmondu ve Washingtonu první vysokoškolský obor, který nabízel vzdělání v oboru vývoje videoher (Digipen Institute of Technology). Na konferenci SIGGRAPH byla též v roce 1996 poprvé předvedena metoda Normal Mapping (metoda kdy se vytváří iluze nerovnosti povrchu bez změny jeho geometrie).
Symbolem změn v Československu v oblasti informačních technologií a počítačových her byl v devadesátých letech počítačový veletrh Invex. Vyhledávali jej nejen odborní zájemci o technologie ale také laická veřejnost mimo jiné i pro elektronickou zábavu. V pavilonu L, také známém jako „Game Hall“ si bylo možno zahrát hry právě vydané na světový trh.

## 21. století
Na přelomu tisíciletí pokračoval rozvoj herního průmyslu. Na základě řady technologických inovací vznikaly nové žánry. Na trhu se objevily opět výkonnější grafické adaptéry, které umožnily zkvalitnění grafiky. Došlo k překonání rekordů ve výrobních nákladech i prodejnosti. Hra World of Warcraft z roku 2004 byla zapsána do Guinnessovy knihy rekordů. Měla v té době kolem dvanácti milionů předplatitelů.
Vývoj počítačů byl plynulejší (rychlejší procesory, výkonnější grafické karty, větší operační paměti atd.) než vývoj herních konzolí. S rozvojem internetu rostla obliba online her a multiplayeru. Na herním trhu se do popředí dostalo také hraní na chytrých telefonech a tabletech.

### Herní trh

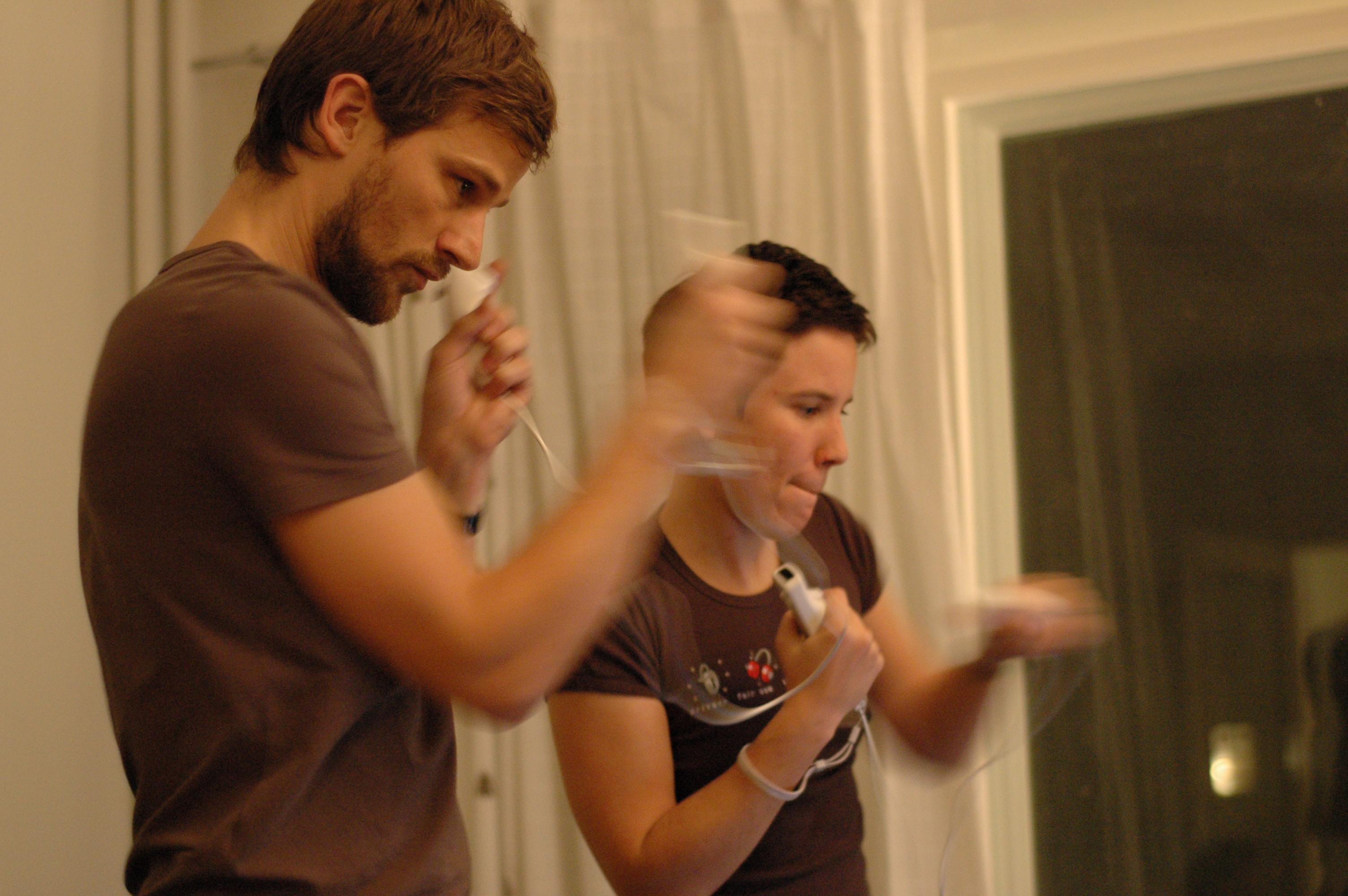
Dva hráči Hrají „Wii sports“

Na severoamerickém a evropském trhu skončila počátkem desetiletí dominance japonských videoher. Situace na trhu konzolí se stabilizovala. Po roce 2001 nastala poptávka po hrách s válečnou tematikou. Na trhu figurovaly tři společnosti: Sony s modely PlayStation 2 z roku 2000 a PlayStation 3 z roku 2006. Společnost Nintendo po řadě „GameBoy“ vydala v roce 2004 přenosnou herní konzoli Nintendo DS a o rok později populární Wii s bezdrátovým ovladačem Wii Remote pro snímání polohy v prostoru. Hráč mohl hrát tenis nebo golf pohyby rukou. Na trhu se objevily hry pro celou rodinu, jako byla Just Dance nebo Wii Sports. V roce 2009 vydala společnost Sony zařízení PlayStation Move. V roce 2002 na trh konzolí vstoupila společnost Microsoft s herní konzolí Xbox. V témže roce založila divizi Xbox Game Studios. V roce 2005 vyšla její druhá generace konzolí, Xbox 360.
V roce 2006 uvedla na trh americká Electronic Arts titul ze série FIFA 07. Tato hra patřila mezi multiplatformní. Hrála se na PlayStationu i osobních počítačích. Úroveň grafiky i hratelnosti byla na vysoké úrovni. Hráče bylo možno ovládat, jako by byli skuteční. V této době byla úspěšná i japonská Konami se svou sérií her Pro Evolution Soccer. Ve světě sportovního žánru tak odstartovala jedna z nejdůležitějších bitev, PES vs FIFA.
Na trhu se v této dekádě zviditelnilo německé studio Crytek s hrou Far Cry, která byla postavena na první verzi Cryenginu. Jako první videohra používala simulaci fyzikálního světla, pomocí vlastní vyvinuté technologie „Screen space Ambient Occlusion“. Po prodání práv Ubisoftu, vydalo studio v roce 2007 počítačovou videohru Crysis s novou verzí Cryenginu2. Ta patřila mezi technologicky nejinovativnější a měla vysoká hodnocení také za hratelnost. Časem začal Crytek prodávat licence na svoji technologii Cryengine 2 dalším herním společnostem, ale i australské armádě nebo architektonickým společnostem. Počítačová hra Crysis patřila podle časopisu PC Gamer k jedné z nejlépe hodnocených her. Do poloviny roku 2010 se ve světě prodalo přes tři miliony kopií.
Počítačová hra Mass Effect společnosti BioWare vyšla v květnu 2008. Po vydání patřila mezi hry na prvních místech pro OS Windows. Byla vydána i pro Xbox 360. Podle deníku The New York Times se stala „Hrou roku“.
Firma Gearbox vydala koncem října 2009 hru na hrdiny, FPS Borderlands. Do prosince roku 2009 se prodalo přes dva miliony kopií. V prosinci 2010 byly portovány pro MacOS 3. V srpnu 2011 bylo prodáno již přes čtyři a půl milionu kopií.

### Internet, online hry a multiplayer
Velký vliv na rozvoj hraní na internetu měla snadná dostupnost hry, ale i protihráče nebo spoluhráče. Výhodou byla také hardwarová nenáročnost osobního počítače nebo mobilního telefonu. Nutné bylo pouze připojení k internetu. Hráč se zaregistroval přes HTML formulář a mohl hrát v prohlížeči vybranou hru, ovládanou z webového prohlížeče. Webové hry tohoto typu patří do žánru MMO (Massive Multiplayer Online) strategií. Nebo jsou označovány také jako MMOBG (Massively Multiplayer Online Browser Games). Mezi první patřila hra Earth: 2025 společnosti Solaria Games. Tato strategická hra (žánr tahových MMO) o budování státu v postapokalyptickém světě byla vytvořena v roce 1996 a ukončena v roce 2009. Navázala na ni hra Earth Empiresse.
V roce 2001 představila společnost zaměřená na vývoj a produkci online her Cryo Interactive testovací verzi vesmírné realtime strategie Dune Generations. Ani během roku 2002 nebyla hra dána na trh a ambiciózní firma skončila.
Rozdělená obrazovka nebo také split-screen jako jeden ze způsobů multiplayeru. Mezi první hry patřil GoldenEye 007 z roku 1997 na motivy filmu James Bond. V roce 2001 vyšla hra Halo: Combat Evolved, která nabídla režimy i pro šestnáct hráčů. Split-screen se ujal u mnoha závodních titulů.
První klient internetové služby Steam vznikl v roce 2002. V roce 2003 zavedl digitální distribuci her pro osobní počítače a v roce 2006 zpřístupnil Garry's Mod. Na konci roku 2007 podepsal smlouvy s vydavateli jako id Software, Eidos Montréal nebo Capcom. Jeho popularita rostla (Orange Box, BioShock, Call of Duty 4: Modern Warfare nebo S.T.A.L.K.E.R.) a začínal být digitálním distributorem dominujícím trhu.
V roce 2002 vyšel díl Warcraft III: The Frozen Throne. Zde se v multiplayeru objevil editor map. A následovala hra DotA, vytvořená na základě jedné z map StarCraftu. Vyšla v několika verzích, například DotA Allstars. Tvůrce Steve Feak však z tohoto projektu odešel a v roce 2009 již patřil mezi vývojáře hry League of Legends. Tato hra byla jednodušší na pochopení a stala se velmi oblíbenou počítačovou hrou.
Mezi legendární multiplayerové FPS lze zařadit počítačovou hru Team Fortress. První vydaná verze Team Fortress Classic přinesla jako jedna z prvních her nový žánr – class-based shooter.

### Virtuální realita

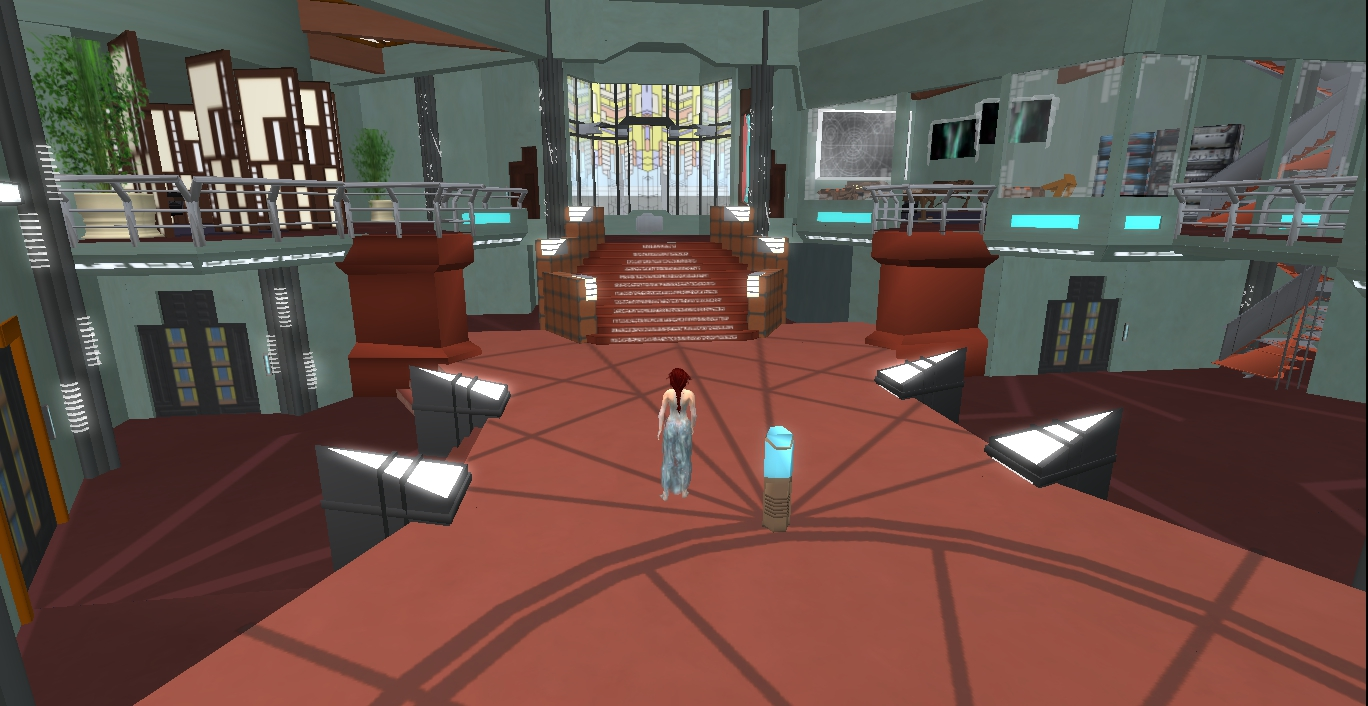
Atlantida z televizního seriálu Stargate Atlantis – Second Life

Americká softwarová společnost Linden Lab na základě pokroku počítačové 3D grafiky vyvinula trojrozměrný virtuální svět Second Life. První verze projektu byla uvedena na trh v dubnu 2003. V roce 2007 to byla asi nejdokonalejší simulace virtuálního světa. Hráč nebo spíše návštěvník mohl dělat téměř cokoli. Celý projekt byl postavený na kreativitě uživatelů. Jedinými limity byla lidská fantazie a hráčovi schopnosti. Second Life byl tak populární, že například v srpnu roku 2006 zde „živě“ vystupovala Suzanne Vega. Projekt se dal přirovnat k MMORPG. Ale tisková mluvčí společnosti Catherine Smith v jednom z rozhovorů uvedla, že se nejedná o hru, neboť nemá konkrétní cíl. Projekt se stal zásadní součástí herní komunity své doby a v aktualizované verzi stále funguje.

### Mobilní hry
Na přelomu tisíciletí se objevily modely mobilních telefonů s plně grafickým displejem. Pro vývoj a hraní her to byl zásadní technologický krok. V roce 2000 byla hra již v každém „lepším“ telefonu. Mezi nejznámější hry této doby lze zařadit vesmírnou střílečku Space Impact v Nokii 3310. Rozšíření dalších her umožnila platforma „Java MIDP 1.0“. Hra City Race se hrála na všech telefonech, které měly podporu Javy. Rok 2003 přinesl barevné displeje. V telefonech se objevily skákačky a plošinovky. Hrál se Prince of Perisa, variace Bombermana a další hry.

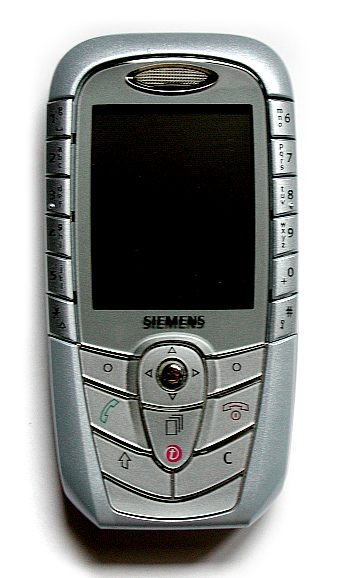
Mobilní telefon Siemens

Herní událost roku 2003 přinesl finský výrobce N-Gage. Telefon se stejným názvem byl podobný kapesní konzoli. Hry byly na svou dobu kvalitní a dodávané na paměťových kartách. Velkým problémem však byla cena paměťových karet s hrami. Výrobce skončil během dvou let. Ve stejném roce se také objevila jednoduchá 3D hra Doom RPG na prvních telefonech s otevřeným operačním systémem.
V roce 2004 vyšla závodní hra Asphalt Urban GT, vyrobená firmou Gameloft. Siemens v tomto roce uvedl řadu zařízení x65, které již podporovaly aktualizovanou „Javu MIDP 2.0“.
V roce 2004 vznikla nadstavba Javy, technologie „Mascot Micro 3D“ pro Sony Ericsson K700i.Tuto nadstavbu však podporovaly pouze telefony Sony Ericsson. Majitelé těchto telefonů si tak mohli zahrát kvalitní 3D hry již v roce 2005. V témže roce dánská společnost Watagame vydala první online multiplayer hru na mobilní telefony. Připojení k mobilnímu internetu v té době však byla drahá služba.
V lednu 2007 zasáhla do historie mobilního hraní společnost Apple, když představila první iPhone s dotykovým displejem. Také Nokia se v tomto roce vrátila ke svému projektu N-Gage a vznikl N-Gage 2.0, speciální software, kterým vybavila modely N95 nebo N97. Již v polovině roku 2009 bylo zřejmé, že tento projekt nemá perspektivu. Vycházelo minimum her většinou s diskutabilní kvalitou. Nokia projekt koncem roku 2009 ukončila.
Ke konci desetiletí začala stagnace Javy. Ale objevilo se i několik kvalitních titulů. V roce 2007 to byla sportovní série Playman nebo Blades and Magic 3D. Roku 2008 vyšla Rally Master PRO s reálnými zvuky a hudbou. Zmínit lze i český závodní titul K. O. Racing.

### Příležitostné hraní
Rozšíření chytrých telefonů umožnilo další rozvoj herních žánrů. Hry pro příležitostné hráče nebo také casual hry se objevily na trhu kolem roku 2006. O těchto hrách psala herní média zpočátku přezíravě, ale na trhu se postupně objevily vizuálně atraktivní, přístupné hry pro uživatele všech věkových skupin, vhodné pro nezkušené hráče i celou rodinu. Měly většinou jednoduchou herní logiku a kdykoli je hráč mohl ukončit. Hrála se arkádová hra Zuma, pinballová arkáda Peggle nebo Bejeweled.
Revolučními se v této oblasti her staly chytré telefony iPhone díky platformě AppStore (2008). Ta nabízela moderní variace her jako Pong, Tetris nebo Contra. Do chytrého telefonu bylo možno stáhnout libovolnou hru od závodů a sportů až po akční střílečky nebo puzzle.
V roce 2008 vyšel OS Android od společnosti Google. Výhodou byl otevřenější OS pro vývojáře třetích stran a také podpora řady zařízení (například HTC, Samsung nebo Sony Ericsson).
V roce 2008 se příležitostné hraní stalo hlavním tématem veletrhu Games Convention v Lipsku. Vydavatelé videoher se zaměřili na masový trh. Příkladem byly například hry Allplay amerického vydavatele Electronic Arts.

### Rozvoj nezávislých videoher
Po roce 2000 se začala vytvářet umělecká alternativa vůči mainstreamu. Rozvoj nezávislých her ovlivnila možnost digitální distribuce a nové možnosti financování. Platforma Steam začala od roku 2005 distribuovat i hry třetích stran, kromě zavedených společností i hry nezávislých autorů. V roce 2012 zde vznikla služba Greenlight, zaměřená na podporu nezávislých her.
V roce 2008 vznikla distribuční platforma GOG původně pro distribuci starších her. Od roku 2012 je používána k distribuci také mainstreamových i nezávislých her. Rozvoj nezávislé scény ovlivnily také crowdfundingové webové portály, například Indiegogo z roku 2008, nebo Kickstarter.

### Česká videoherní studia
Po řadě komerčních úspěchů do roku 2003, kdy v Česku pracovalo asi deset profesionálních studií, rozvoj vývojářské komunity přinesl i problémy. Vývojářské týmy doplatily na nezkušenost při tvorbě dalších ambiciózních projektů. V roce 2005 ukončila činnost firma Zima Software. O rok později lidé z „Plastic Reality“ odešli většinou do Illusion Softworks. Jiné společnosti doplatily na problémy se zahraničními vydavateli. Například „Future Games“, po problémech s ruským a německým vydavatelem, ukončili svou činnost po roce 2008. Illusion Softworks pracovali na řadě projektů, které však nebyly nikdy vydány. 

### Dvacátá léta 21. století
Nintendo vydalo Nintendo Switch OLED.
Vyšly hry jako Resident Evil Village, Forza Horizon 5, Ratchet and Clank: Rift Apart, Halo Infinite, Gran Turismo 7 a Elden Ring.